# Jiří Malec
Jiří Malec (Vlastiboř, 24 novembre 1962) è un ex saltatore con gli sci ceco, vincitore di due medaglie olimpiche. In seguito alla dissoluzione della Cecoslovacchia (1992) assunse la nazionalità ceca.

## Biografia
In Coppa del Mondo esordì il 23 marzo 1985 a Štrbské Pleso (11°) e ottenne l'unico podio il 18 marzo 1988 a Meldal (3°).
In carriera prese parte a un'edizione dei Giochi olimpici invernali, Calgary 1988 (3° nel trampolino normale, 24° nel trampolino lungo, 4° nella gara a squadre), e a una dei Campionati mondiali, Lahti 1989 (19° nel trampolino normale).

## Palmarès

### Olimpiadi
- 1 medaglia:
  - 1 bronzo (trampolino normale a Calgary 1988)

### Coppa del Mondo
- Miglior piazzamento in classifica generale: 29º nel 1989
- 1 podio (individuale):
  - 1 terzo posto